# Mistrzostwa NCAA Division II w Zapasach w 2018
Mistrzostwa NCAA Division II w zapasach w 2018 roku rozegrane zostały w Cedar Rapids w dniach 9–10 marca. Zawody odbyły się na terenie U.S. Cellular Center. Gospodarzem zawodów był Upper Iowa University.
- Outstanding Wrestler – Nick Becker

Punkty zdobyły 52 drużyny.

## Wyniki

### Drużynowo
| Kolejność | Szkoła                                | Zespół        |
| --------- | ------------------------------------- | ------------- |
| 1.        | St. Cloud State University            | Huskies       |
| 2.        | Notre Dame College                    | Falcons       |
| 3.        | California Baptist University         | Lancers       |
| 4.        | Upper Iowa University                 | Peacocks      |
| 5.        | Ashland University                    | Eagles        |
| 6.        | University of Pittsburgh at Johnstown | Mountain Cats |
| 7.        | McKendree University                  | Bearcats      |
| 8.        | University of Nebraska at Kearney     | Lopers        |

### All American

#### 125 lb
| Lp. | Zawodnik        | Szkoła           |
| --- | --------------- | ---------------- |
| 1.  | Elijah Hale     | Central Oklahoma |
| 2.  | Maleek Williams | Upper Iowa       |
| 3.  | Ivan McClay     | Notre Dame       |
| 4.  | Brett Velasquez | St. Cloud State  |
| 5.  | Josh Portillo   | Kearney          |
| 6.  | Carlos Jacquez  | Lindenwood       |
| 7.  | Marcus Povlick  | McKendree        |
| 8.  | Nick Daggett    | UNC Pembroke     |

#### 133 lb
| Lp. | Zawodnik        | Szkoła       |
| --- | --------------- | ------------ |
| 1.  | Tyler Warner    | Upper Iowa   |
| 2.  | George Farmah   | MSU–Mankato  |
| 3.  | Kelan McKenna   | Notre Dame   |
| 4.  | Darius Bunch    | West Liberty |
| 5.  | Bryce Shoemaker | Kearney      |
| 6.  | Airk Furseth    | Parkside     |
| 7.  | Nolan Whitely   | Newberry     |
| 8.  | Dustin Kirk     | King         |

#### 141 lb
| Lp. | Zawodnik         | Szkoła                  |
| --- | ---------------- | ----------------------- |
| 1.  | Chris Eddins     | Pittsburgh at Johnstown |
| 2.  | Darren Wynn      | McKendree               |
| 3.  | Drew Walker      | Notre Dame              |
| 4.  | Jarred Oftedahl  | St. Cloud State         |
| 5.  | Joseph Calderone | LIU Post                |
| 6.  | Bryce Killian    | King                    |
| 7.  | Tyler Warner     | Wheeling                |
| 8.  | Nick Crume       | Indianapolis            |

#### 149 lb
| Lp. | Zawodnik         | Szkoła             |
| --- | ---------------- | ------------------ |
| 1.  | Daxton Gordon    | California Baptist |
| 2.  | James Pleski     | St. Cloud State    |
| 3.  | Frank Yattoni    | Parkside           |
| 4.  | Damian Penichet  | Upper Iowa         |
| 5.  | Isaiah Kemper    | McKendree          |
| 6.  | Taylor Misuna    | Notre Dame         |
| 7.  | Natrelle Demison | Adams State        |
| 8.  | Efe Osaghae      | Fort Hays State    |

#### 157 lb
| Lp. | Zawodnik      | Szkoła                  |
| --- | ------------- | ----------------------- |
| 1.  | Cody Law      | Pittsburgh at Johnstown |
| 2.  | Larry Bomstad | St. Cloud State         |
| 3.  | Fernie Silva  | Notre Dame              |
| 4.  | Matt Malcom   | Kearney                 |
| 5.  | Jared Reis    | Mary                    |
| 6.  | Tyler Mies    | Newman–Wichita          |
| 7.  | Ryan Strope   | McKendree               |
| 8.  | Eric Milks    | UNC Pembroke            |

#### 165 lb
| Lp. | Zawodnik        | Szkoła                  |
| --- | --------------- | ----------------------- |
| 1.  | Bret Romanzak   | Ashland                 |
| 2.  | Christian Smith | California Baptist      |
| 3.  | Blake Perryman  | Northern State          |
| 4.  | Tyler Mann      | Ouachita Baptist        |
| 5.  | Rodney Shepard  | UNC Pembroke            |
| 6.  | Shane Ruhnke    | Millersville            |
| 7.  | Devin Austin    | Pittsburgh at Johnstown |
| 8.  | Seth Elwood     | MSU–Mankato             |

#### 174 lb
| Lp. | Zawodnik         | Szkoła             |
| --- | ---------------- | ------------------ |
| 1.  | Nick Becker      | Parkside           |
| 2.  | Nolan Kistler    | California Baptist |
| 3.  | Brandon Supernaw | Western Colorado   |
| 4.  | Nick Foster      | McKendree          |
| 5.  | Bruno Nicoletti  | Colorado Mesa      |
| 6.  | Kolton Eischens  | St. Cloud State    |
| 7.  | Zach Johnston    | MSU–Mankato        |
| 8.  | Zach Stodden     | Kearney            |

#### 184 lb
| Lp. | Zawodnik          | Szkoła                |
| --- | ----------------- | --------------------- |
| 1.  | Noel Torres       | Newman–Wichita        |
| 2.  | JaVaughn Perkins  | Colorado State–Pueblo |
| 3.  | Jordan Murphy     | Ashland               |
| 4.  | Nicholas Fiegener | California Baptist    |
| 5.  | Jeff Reimel       | Kutztown              |
| 6.  | Bradley Metz      | Findlay               |
| 7.  | Aero Amo          | Augustana             |
| 8.  | Tony Vezzetti     | Notre Dame            |

#### 197 lb
| Lp. | Zawodnik       | Szkoła           |
| --- | -------------- | ---------------- |
| 1.  | Luke Cramer    | Ashland          |
| 2.  | Vince Dietz    | St. Cloud State  |
| 3.  | Morgan Smith   | Simon Fraser     |
| 4.  | Evan Ramos     | Shippensburg     |
| 5.  | Matthew Rudy   | Limestone        |
| 6.  | Konnor Schmidt | Western Colorado |
| 7.  | Nick Baumler   | Upper Iowa       |
| 8.  | James Lehman   | Parkside         |

#### 285 lb
| Lp. | Zawodnik         | Szkoła                  |
| --- | ---------------- | ----------------------- |
| 1.  | Terrance Fanning | Wheeling                |
| 2.  | Kameron Teacher  | Notre Dame              |
| 3.  | Matt Halverson   | Parkside                |
| 4.  | Cody Johnson     | Colorado State–Pueblo   |
| 5.  | Caleb Cotter     | Central Oklahoma        |
| 6.  | Mitchell Eull    | Minot State             |
| 7.  | Damon Sims Jr.   | Pittsburgh at Johnstown |
| 8.  | Jarrod Hinrichs  | Kearney                 |